# Production IMS
Production IMS Co.,Ltd.（日语：株式会社プロダクションアイムズ）是一家以動畫製作為主要業務的日本公司。

## 概要
2013年2月14日，原屬AIC Spirits的製片人松嵜義之帶領一眾動畫師離開公司，設立Production IMS。當時AIC一直傳出長期積弱和欠債纍纍的消息，而角川書店容許Production IMS接收該公司原定的新作企劃，包括AIC ASTA的《天降之物 永遠的我的鳥籠》和AIC PLUS+的《約會大作戰Ⅱ》等。開業不久即接下《蟲奉行》和《Fantasista Doll》等作品做過其他公司的協力。2014年1月出現首部主力製作《狐仙的戀愛入門》。2018年6月9日自推特宣告破產消息，旗下製作作品改篇及銷售權被其他製作委員會成員接收，製作人及主要動畫師等亦恢復自由身，沒有如成立時再出現團隊過繼的狀況。

## 主要作品

### 電視動畫
2013年
- 虫奉行（製作協力）
- Fantasista Doll（作畫監控協力）

2014年
- 狐仙的戀愛入門
- 約會大作戰Ⅱ
- 我，要成为双马尾

2015年
- 新妹魔王的契約者
- 城下町的蒲公英

2016年
- Active Raid－機動強襲室第八係－
- HUNDRED百武裝戰記
- 高校艦隊
- 魔裝學園H×H
- Active Raid－機動強襲室第八係－ 第二期

2018年
- 酒鬼妹子

### 劇場版動畫
2014年
- 天降之物Final：永远的我的鸟笼

2015年
- 約會大作戰：萬由里審判

### OVA
2015年
- 約會大作戰Ⅱ 第十一話 《七夕慶典狂三》

2017年
- 高校艦隊

### 輕小說
- （視像協力[2]，作者：深見真，插圖：湘南）

## 關連人物
- 松嵜義之
- 黄樹弐悠（青木武）
- 長野敏之
- 神戸洋行
- 喜多幡徹
- 沖田宮奈
- 沈宏
- 森前和也
- 瀧川和男
- 中島美子

## 外部連結
- 官方網站